# Sven Bertil Berg
Sven Bertil Axel Berg, född 2 juli 1931 i Malmö S:t Pauli församling, död 23 augusti 2022 i Eriksfälts distrikt i Malmö, var en svensk konstnär.
Berg studerade grafik för Bertil Lundberg vid Grafikskolan Forum i Malmö 1970–1976. Berg målade, tecknade och arbetade med grafik och var medlem i Konstnärernas Riksorganisation, KRO, Grafiska sällskapet, Skånska Konstnärsklubben samt Avocadogruppen. Berg finns offentligt representerad vid: Kristianstads Museum, Moderna Museet samt Statens Konstråd.
Stipendier: Malmö Stads kulturstipendium 1976. Svenska Handelsbankens i Arlöv stipendium 1981. Limhamns Konstförenings stipendium 1985. Berg är gravsatt i minneslunden på Gamla kyrkogården i Malmö.